# Rabsaqué

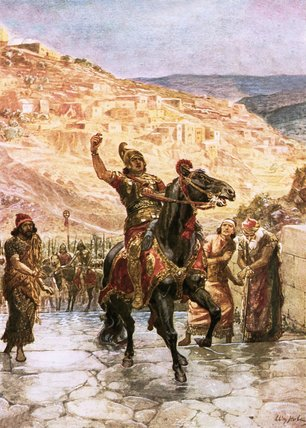
Rabsaqué em Jerusalém. Obra de William Brassey.

Rabsaqué ou Rabsaq (em acádio: Rabshaqe; em hebraico: רַבְשָׁקֵה‎; romaniz.: Ravshake; em grego: Ραψακης; romaniz.: Rapsakēs) foi um dos maiores oficiais do exército assírio, na qual serviu a Senaqueribe, rei da Assíria. O nome foi dado a um chefe copeiro ou a algum vizir das cortes acadianas, assírias ou babilônicas na Antiga Mesopotâmia.

## Biografia

### Inscrições
Numa certa inscrição localizada no prédio do rei assírio Tiglate-Pileser III, dizia: "Enviei à Tiro meu oficial Rabsaque." Existia uma tábua, onde se localiza no Museu Britânico, que contém uma inscrição de outro rei assírio Assurbanípal, que dizia: "Eu ordenei que trouxesse nas minhas forças anteriores, o oficial Rabsaque."

### Bíblia
Enquanto Senaqueribe sitiava Laquis, Rabsaqué foi enviado pelo rei assírio junto aos oficiais Tartã e Rabesáris à Jerusalém, onde se encontrou com o rei Ezequias no aqueduto do açude superior. Rabsaqué falou ameaças contra o rei do Reino de Judá e ao Senhor Deus, e falou no hebraico para todos os judeus atrás do muro escutarem. Esse discurso ou ameaça é citado em 2 Reis 18:27-37 e em Isaías 36:2-20.

Num certo dia, quando Senaqueribe acabou de invadir Laquis, Rabsaqué encontrou-o destruindo a cidade de Libna, que já ouviu falar sobre o rei egípcio Taraca, que declarou guerra sobre os assírios. Então, o rei assírio pediu à Rabsaqué para que enviasse esta mensagem para o rei Ezequias, dizendo:
"Assim falarás ao rei Ezequias de Judá: Não engane o seu Deus em quem confia, prometendo que Jerusalém não será entregue nas mãos do rei da Assíria. [...]"